# Béla Markó
Béla Markó (ur. 8 września 1951 w Târgu Secuiesc) – rumuński polityk i publicysta narodowości węgierskiej, wieloletni senator, w latach 2004–2007 minister, od 2009 do 2012 wicepremier, były przewodniczący Demokratycznego Związku Węgrów w Rumunii (UDMR), kandydat w wyborach prezydenckich.

## Życiorys
W 1970 ukończył szkołę średnią w rodzinnej miejscowości, a w 1974 studia z filologii węgierskiej i francuskiej na Uniwersytecie Babeș-Bolyai w Klużu-Napoce. Przez dwa lata pracował jako nauczyciel, od 1976 do 1989 był redaktorem magazynu „Igaz Szó”, następnie do 2005 pełnił funkcję redaktora naczelnego czasopisma „Látó”.
Po przemianach politycznych zaangażował się w działalność polityczną w ramach Demokratycznego Związku Węgrów w Rumunii. W 1990 z ramienia tej partii został wybrany do Senatu. Z powodzeniem ubiegał się o reelekcję w 1992, 1996, 2000, 2004, 2008 i 2012. W 1993 stanął na czele UDMR, kierując tą partią nieprzerwanie przez 18 lat i ustępując w 2011 na rzecz Hunora Kelemena.
W 2004 wystartował w wyborach prezydenckich, zajmując 4. miejsce z wynikiem 5,1% głosów. Objął w tym samym roku stanowisko ministra stanu w centroprawicowym gabinecie Călina Popescu-Tăriceanu, zasiadając w rządzie do 2007. Od 2009 do 2012 ponownie był członkiem rumuńskich gabinetów w randze wicepremiera.